# Dsida Jenő (Misztrál-album)
A Misztrál együttes Dsida Jenő című lemeze 2007-ben jelent meg. A lemezen a költő megzenésített versei találhatók.

## Számok
1. Tündérmenet [Most újra éj van. Hallgatag] 5:12
2. Megbocsátod-é? 2:21
3. Isten szeret 2:46
4. Nagycsütörtök 2:51
5. Jegenyék 2:38
6. Túl a jégmezőkön 3:10
7. Meghitt beszélgetés a verandán 1:44
8. Szembekötősdi 2:41
9. Jámbor beszéd magamról 3:11
10. A sötétség verse 3:27
11. Robinson 3:26
12. Miért borultak le az angyalok Viola előtt 2:31
13. Kéne valaki 2:53
14. Chanson az őrangyalhoz 3:41
15. Arany és kék szavakkal 3:03
16. Kalendárium szonettekben - Július 3:02
17. Esti teázás 3:08
18. Psalmus Hungaricus I. 3:16
19. Esti hallucinációk 4:00
20. Tavaszi ujjongás 2:33
21. Összetartás, szeretet 3:43